# Eugène Stoffel

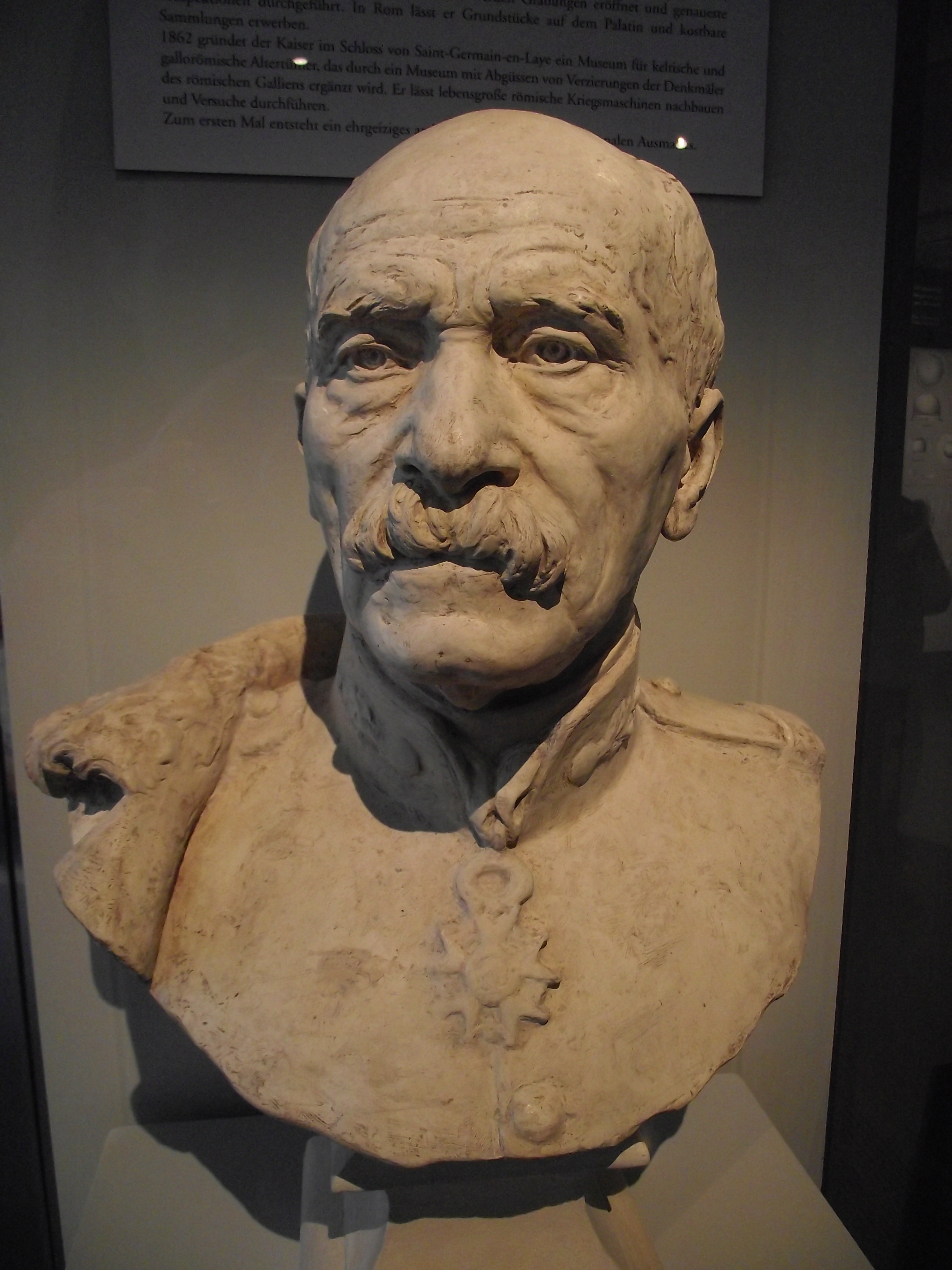
Eugène Stoffel.

Eugène Georges Henri Céleste Baron von Stoffel (* 1. März 1823 in Arbon, Kanton Thurgau, Schweiz; † 4. April 1907 in Paris) war ein französischer Offizier und Militärschriftsteller.
Stoffel erhielt seine militärische Ausbildung an der École polytechnique in Paris, trat dann in die Artillerie ein und wurde 1866 als Militärattaché an die französische Botschaft in Berlin kommandiert. Stoffel versorgte seine Regierung mit einer Reihe höchst klarer Berichte, die die ausgezeichnete Organisation des preußischen Heeres darstellten und die er später selbst veröffentlichte (Rapports militaires écrits de Berlin, Paris 1871). Seine Erkenntnisse wurden jedoch in Paris nicht zur Kenntnis genommen.
Während des Deutsch-Französischen Krieges 1870/71 war Oberst Stoffel im August 1870 im Generalstab des Marschalls Mac-Mahon als Chef des Nachrichtenwesens. Nach der Kapitulation von Sedan entkam er nach Paris, wo er die französische Artillerie in den Schlachten an der Marne (30. November und 2. Dezember) befehligte und Ende Dezember die Verteidigung des Mont-Avron leitete.
Nachdem er 1872 aus dem aktiven Dienst getreten war, wurde er wegen Unterschlagung von Depeschen angeklagt, später jedoch freigesprochen. Zu seiner Rechtfertigung schrieb Stoffel die Broschüre La dépèche du 20 aout 1870 (1874).
Stoffel starb am 4. April 1907 in Paris.